# جالي

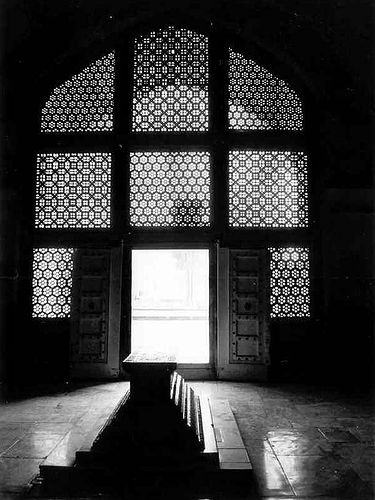
قبر أكبر العظيم بالقرب من أغرة بالهند

الجالي (بالأردو: جالی بالهندية:जाली jālī,المعنى "شبكة") هو مصطلح يطلق على نوافذ حجرية مثقبة تُزيّن عادةً بزخارف متقنة خطية وهندسة رياضية. تواجد هذا النوع من الزخرفة المعماية في {{ال|عمارة|هندية]] والعمارة الهندية الإسلامية وبشكل أعم في العمارة الإسلامية. قديمًا، كان الجالي يصنع بالنحت في الصخر، عادة بزخارف هندسية إسلامية، ثم استخدم مغول الهند تصاميم منحوتة بدقة ذات بزخارف نباتية كما في تاج محل. كما طعّموا الأطراف أحيانًا بقطع مصقولة من الرخام والأحجار الكريمة.
تساهم الجالي في خفض درجة الحرارة من خلال ضغط الهواء المار في الثقوب، حيث تزداد سرعة الهواء ينتشر بعمق. وقد لوحظ أنه في الأماكن الرطبة مثل كيرلا وكونكان يحتوى الجالي على فتحات أكبر مقارنة بفتحاته في الأماكن الجافة مثل كجرات وراجستان. ومع زيادة الكثافة السكانية في الهند الحديثة، قلّ استخدام الجالي حفاظًا على الخصوصية والأمان.

## صور توضيحية

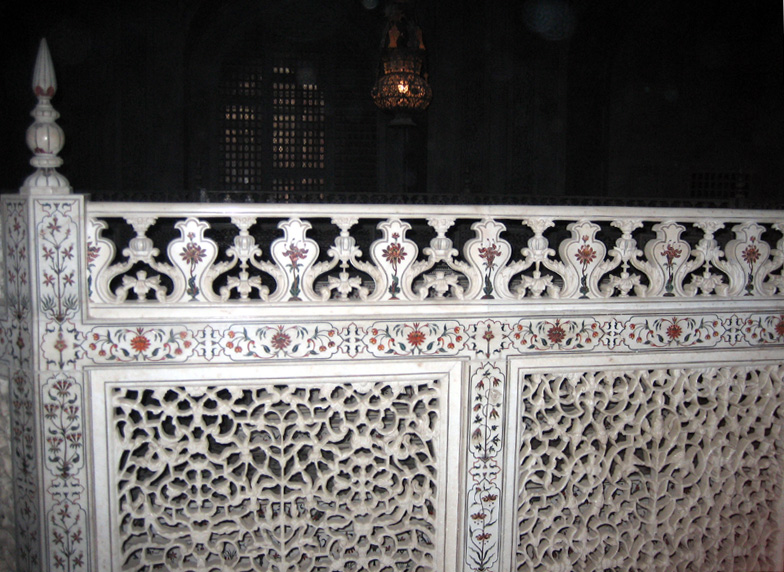
تفاصيل جالي من الرخام يحيط بالقبر الملكي الأجوف في تاج محل
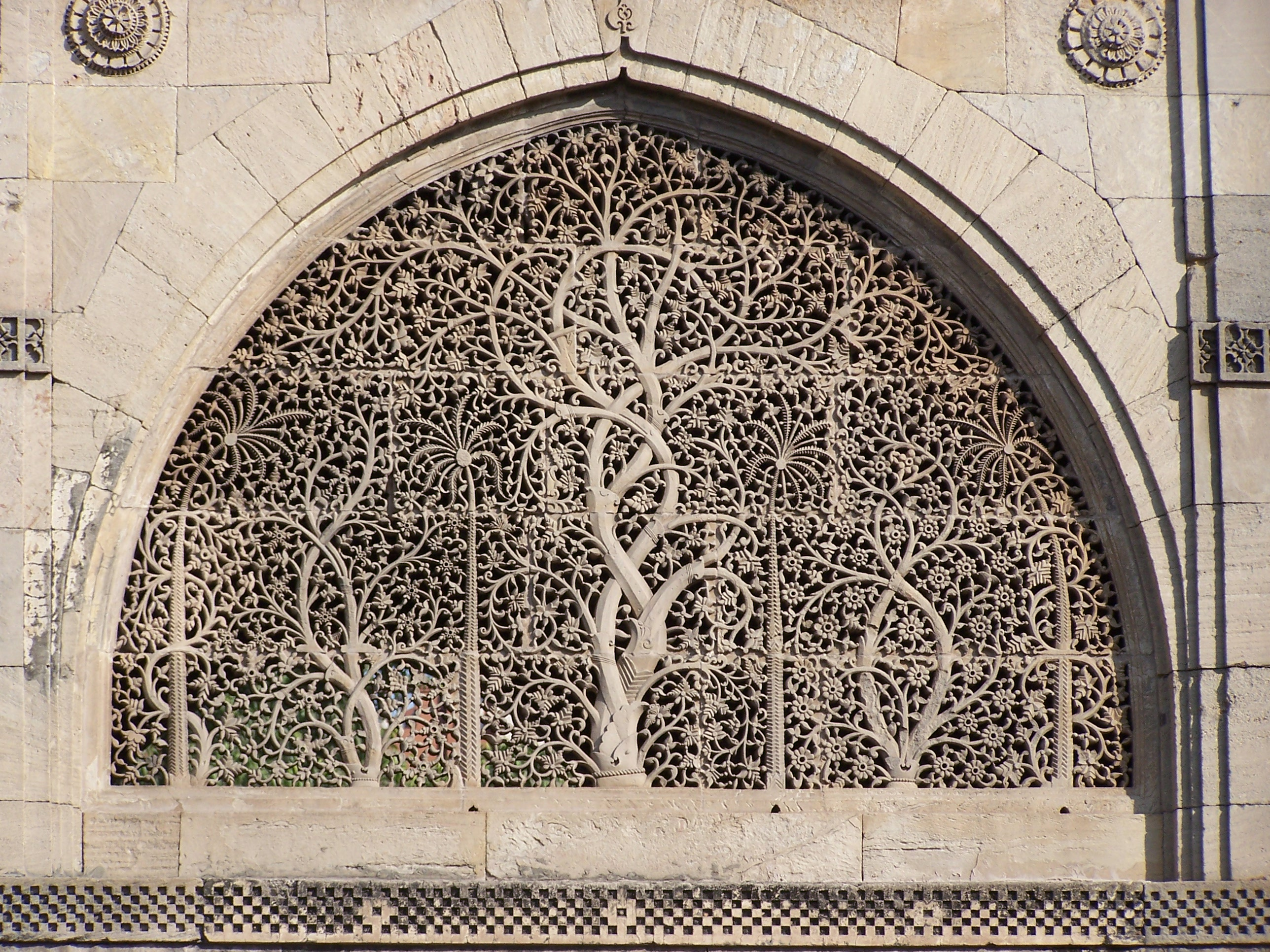
جالي في مسجد سيدي سيد في أحمد آباد
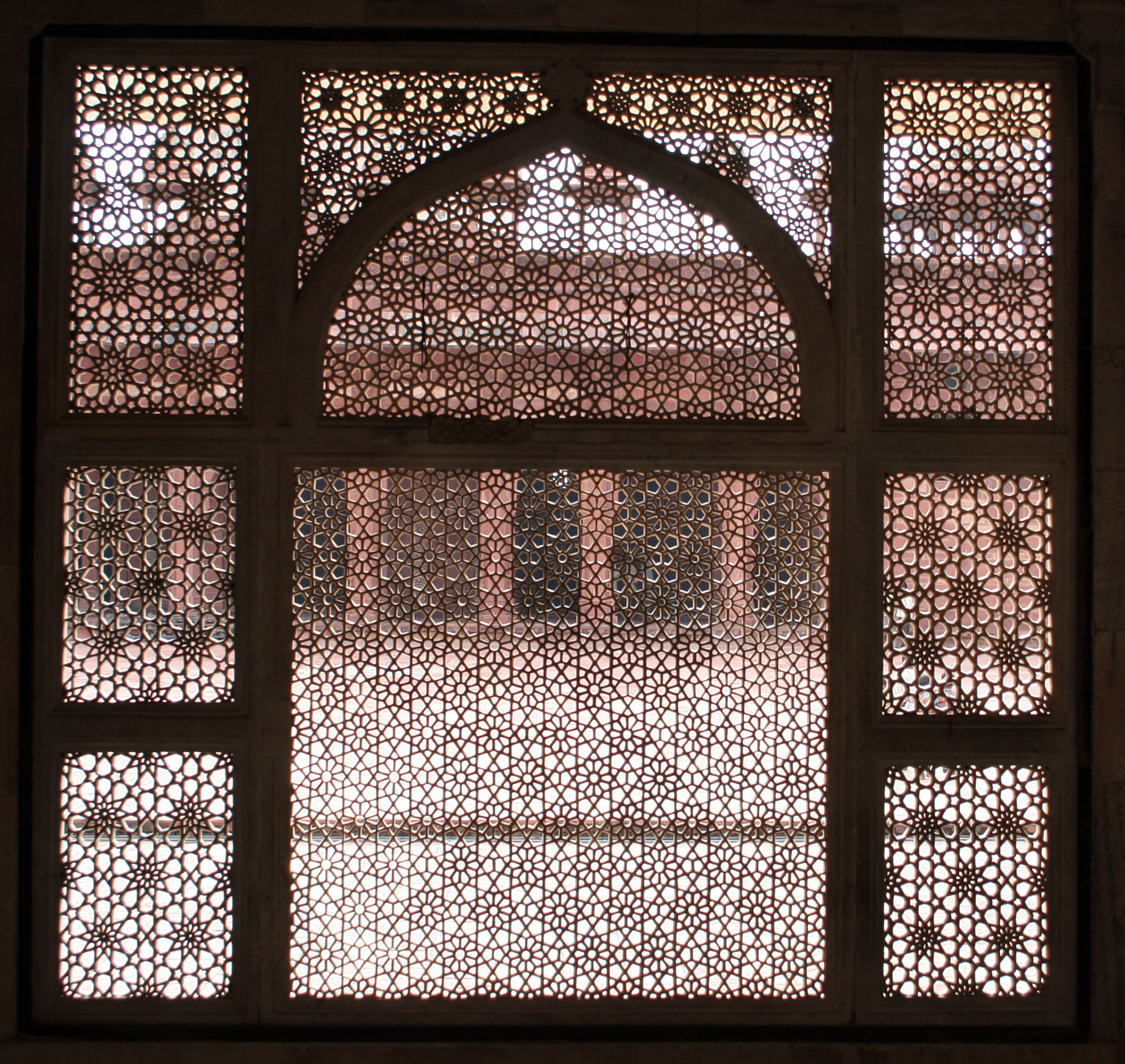
جالي في مقبرة سالم تشاشتي في فاتحبور
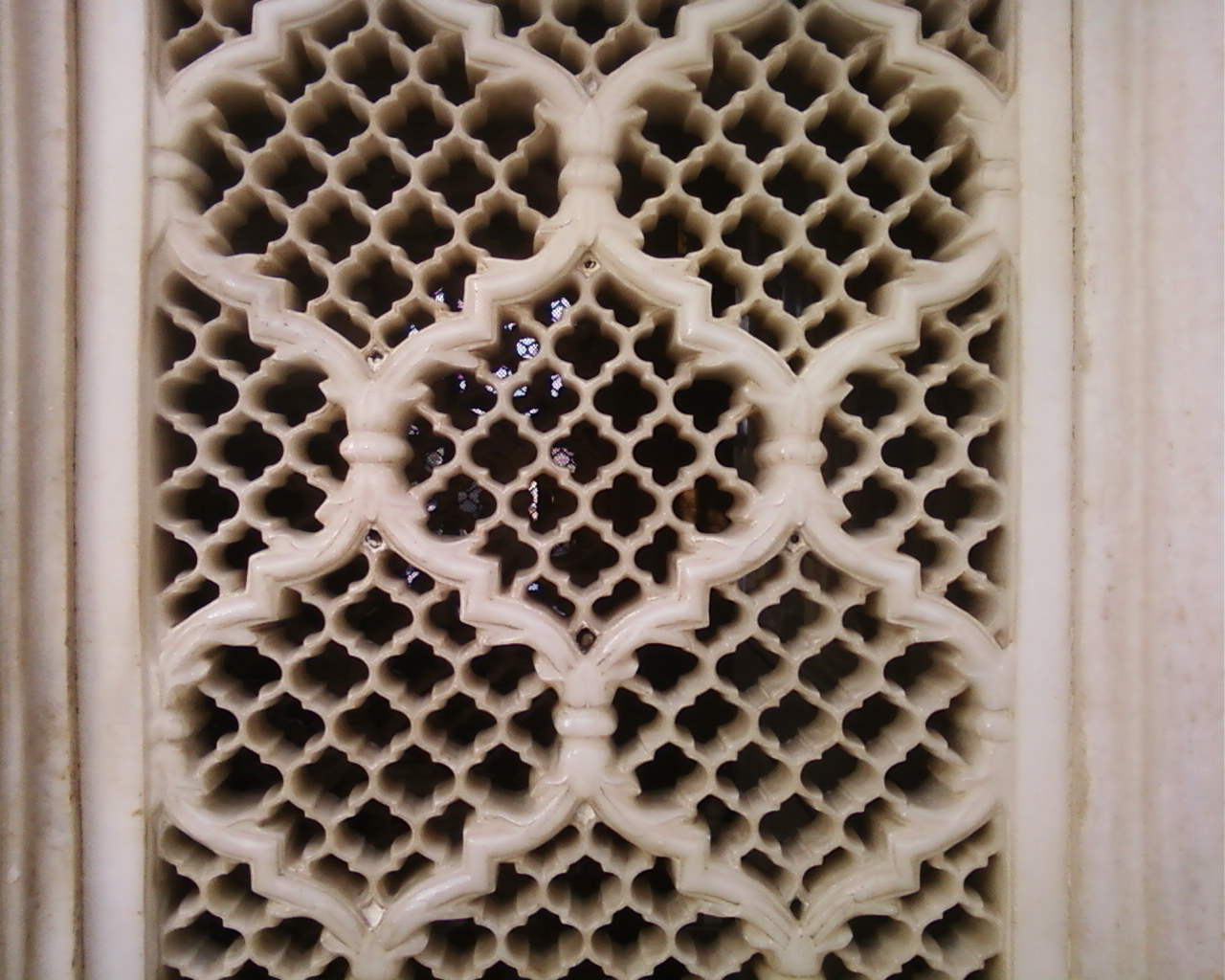
جالي في مقبرة بيبي كا في أورنك آباد
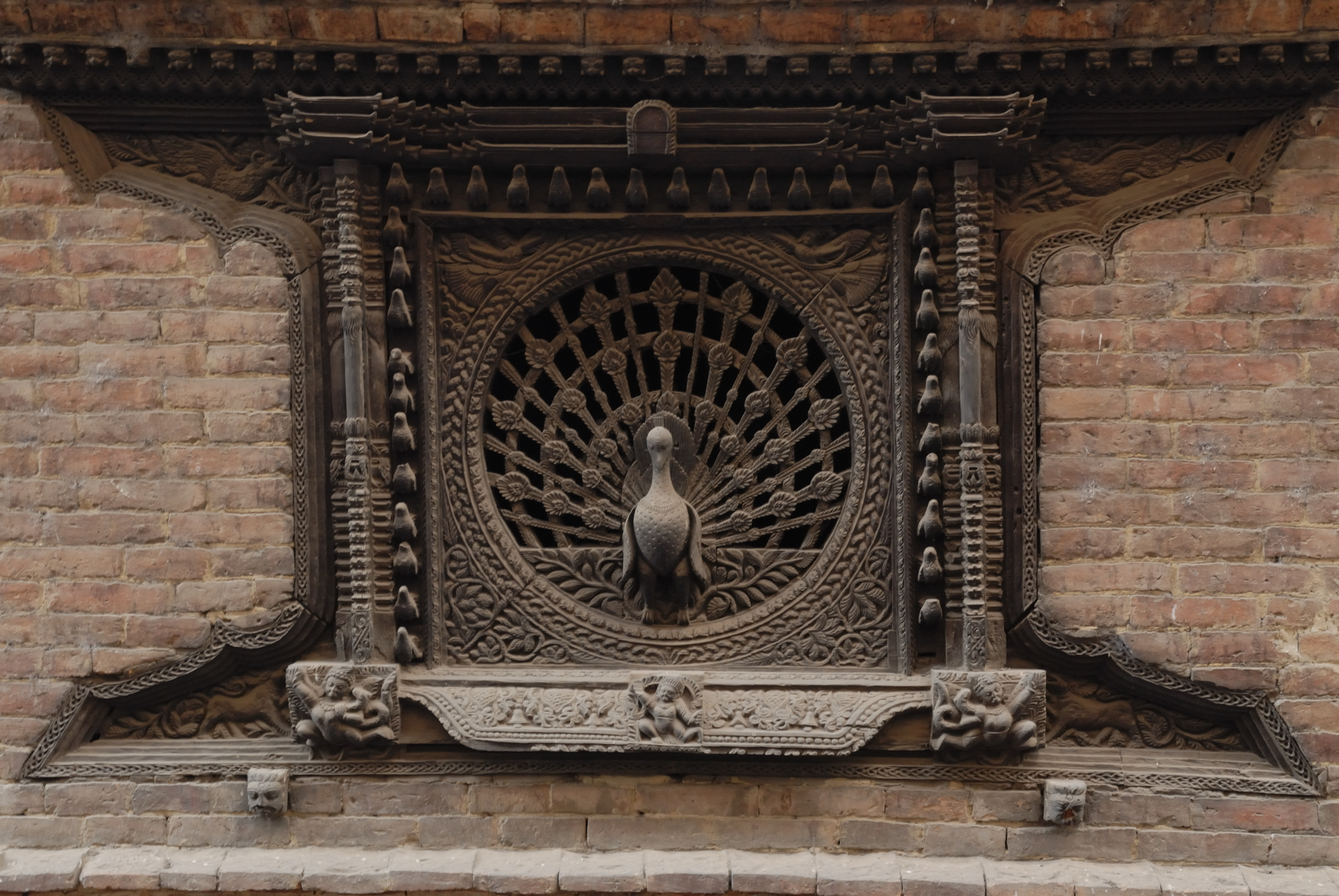
نافذة الطاووس في باكتابور في نيبال
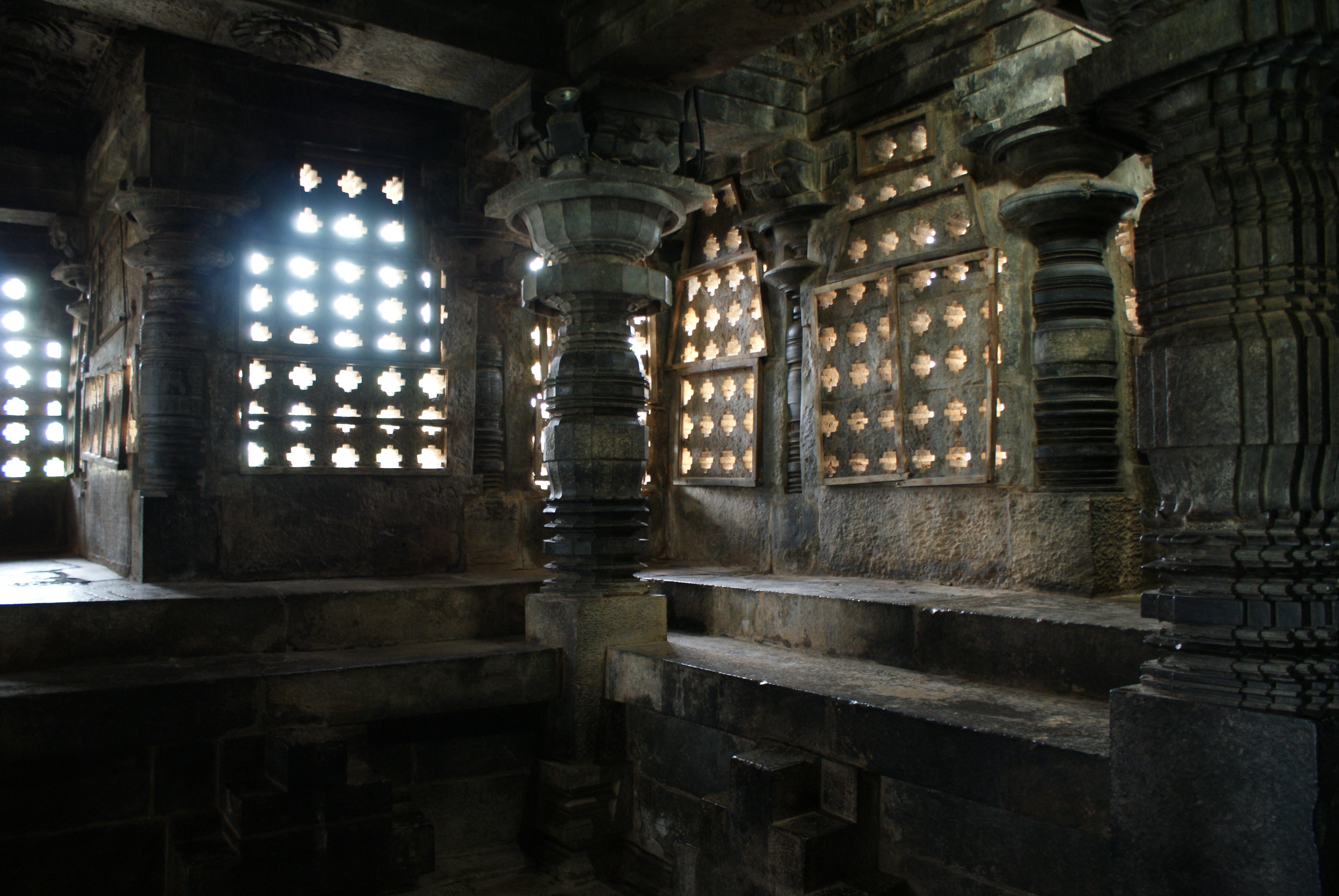
منظر داخلي لمعبد هويساليشوارا في هاليبيد في كارانتاكا بالهند
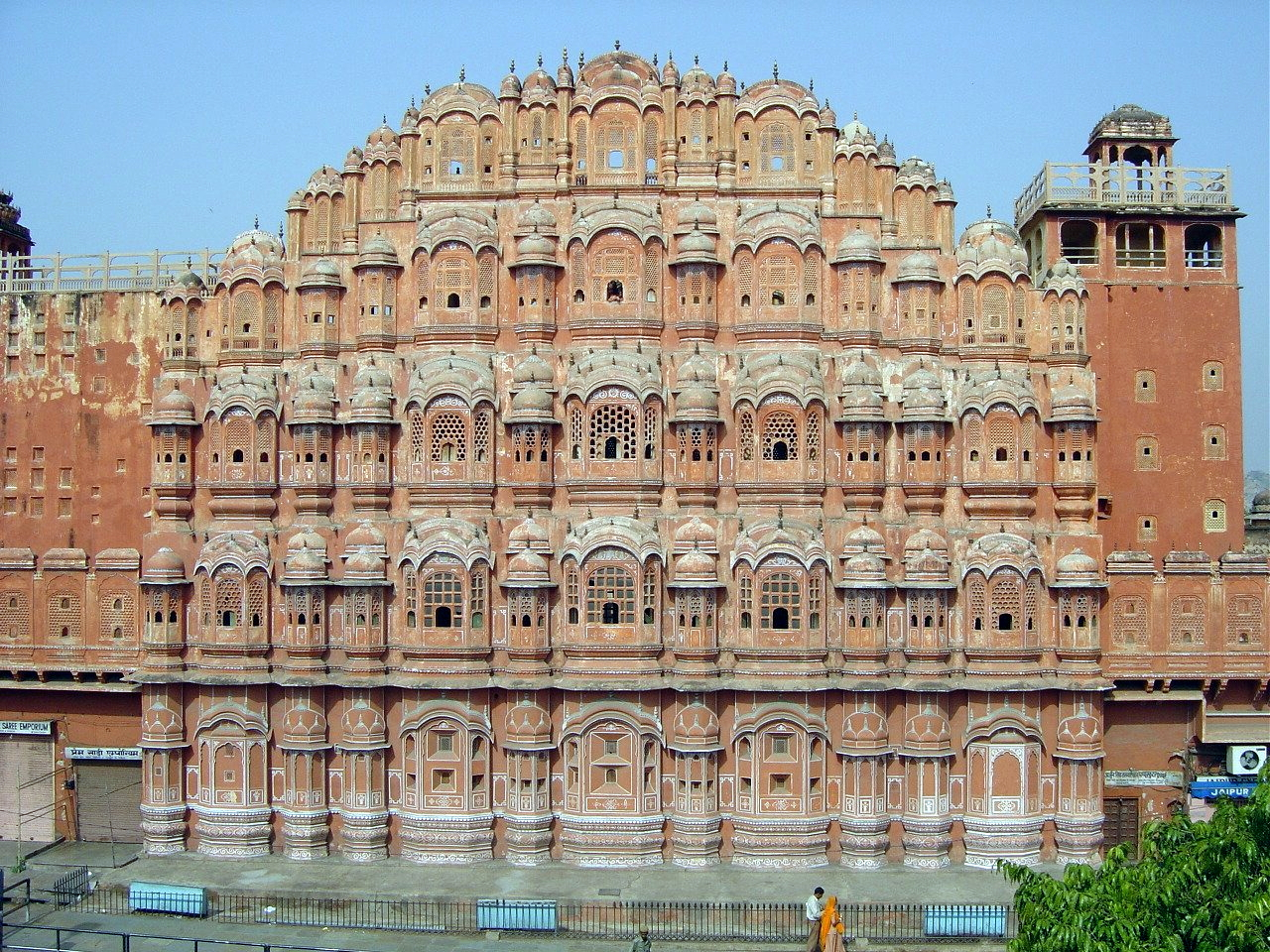
جالي في هوا محل في جيبور
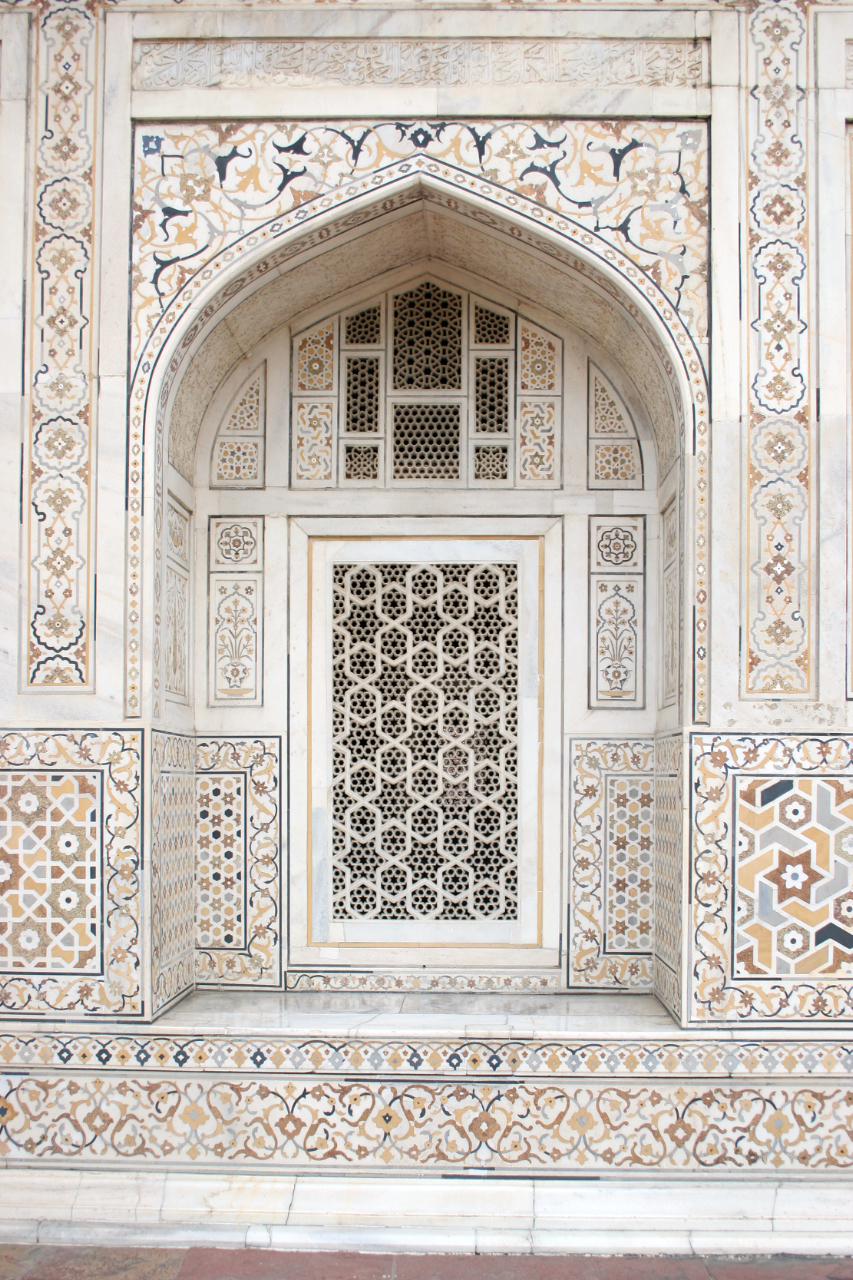
جالي في مقبرة اعتماد الدولة في أغرة بالهند

## أنماط مشابهة
استخدم المماليك أنماطًا مشابهة للجالي، ولكنها كانت من الخشب سمّوها «الروشان» كالتي انتشرت في المدن الساحلية كجدة. كما عرفت مصر وشمال أفريقيا نمطًا مشابهًا للجالي سمّوه «المشربية»، وفي العراق سُمّي «الشنشول» وفي سوريا «الكشك»، وكانت تستخدمها النساء للنظر منها دون أن يراها الرجال.

## وصلات خارجية
- ArchNet Dictionary of Islamic Architecture: Jali نسخة محفوظة 22 ديسمبر 2004 على موقع واي باك مشين.
- White marble geometric screen (jali). Ben Jannsens Oriental Art Einzelobjekt in Nahaufnahme und Beschreibung
- Jali-Gitter, Probably from Fatehpur Sikri, second half of the 16th century. Collection of the Metropolitan Museum, New York